# Спирс, Аарон
Аарон Д. Спирс (англ. Aaron D. Spears, род. 10 июля 1971) — американский актёр, наиболее известный благодаря своей роли Джастина Барбера в дневной мыльной опере CBS «Дерзкие и красивые», где он снимается с 2009 года.
Спирс родился в Вашингтоне, округ Колумбия, и в начале карьеры появился во второстепенных ролях в мыльных операх «Любовь и тайны Сансет Бич» - в роли офицера Вашингтона и «Главный госпиталь», а также в прайм-тайм сериалах «Расследование Джордан», «Секретные материалы», «Все любят Рэймонда» и «Мыслить как преступник». В 2009 году он начал сниматься в «Дерзкие и красивые», за что ежегодно номинировался на NAACP Image Award как лучший актёр дневного сериала, а также был гостем в «Касл» и «Морская полиция: Спецотдел», прежде чем получить регулярную роль в прайм-тайм сериале «Быть Мэри Джейн», где он снимается с 2013 года.
Женат на Эстеле Лопез. У пары пять детей: четыре дочери - Найяли Лавендер (род. 1993), Айяна Ари (род. 2002), Хэнна Херусет  (род. 2005), Кария Зиат (род. 2007), и сын Риаз Новам Ниез (род. 09.09.2009).